# دوغ ماسون
دوغ ماسون هو لاعب هوكي الجليد كندي، ولد في 20 أغسطس سنة 1955 في غريتر سودبوري في كندا.

## وصلات خارجية
- دوغ ماسون على موقع EliteProspects.com (الإنجليزية)
- دوغ ماسون على موقع Eurohockey.com (الإنجليزية)
- دوغ ماسون على موقع HockeyDB.com (الإنجليزية)